# Groupe A des éliminatoires du Championnat d'Europe de football 2016
Navigation
Groupe B
Cet article donne le calendrier, les résultats des matches ainsi que le classement du groupe A des éliminatoires de l'Euro 2016.

## Classement
| Rang | Équipe     | Pts | J  | G | N | P | Bp | Bc | Diff |  | Résultats (▼ dom., ► ext.) |     |     |     |     |     |     |
| ---- | ---------- | --- | -- | - | - | - | -- | -- | ---- |  | -------------------------- | --- | --- | --- | --- | --- | --- |
| 1    | Tchéquie   | 22  | 10 | 7 | 1 | 2 | 19 | 14 | +5   |  | Tchéquie                   |     | 2-1 | 0-2 | 2-1 | 2-1 | 1-1 |
| 2    | Islande    | 20  | 10 | 6 | 2 | 2 | 17 | 6  | +11  |  | Islande                    | 2-1 |     | 3-0 | 2-0 | 0-0 | 2-2 |
| 3    | Turquie    | 18  | 10 | 5 | 3 | 2 | 14 | 9  | +5   |  | Turquie                    | 1-2 | 1-0 |     | 3-0 | 3-1 | 1-1 |
| 4    | Pays-Bas   | 13  | 10 | 4 | 1 | 5 | 17 | 14 | +3   |  | Pays-Bas                   | 2-3 | 0-1 | 1-1 |     | 3-1 | 6-0 |
| 5    | Kazakhstan | 5   | 10 | 1 | 2 | 7 | 7  | 18 | -11  |  | Kazakhstan                 | 2-4 | 0-3 | 0-1 | 1-2 |     | 0-0 |
| 6    | Lettonie   | 5   | 10 | 0 | 5 | 5 | 6  | 19 | -13  |  | Lettonie                   | 1-2 | 0-3 | 1-1 | 0-2 | 0-1 |     |

- La Lettonie et le Kazakhstan sont éliminés depuis le 6 septembre 2015 à la suite et malgré leur défaite et match nul (1-2) et (0-0) face à la République tchèque et en Islande conjuguée à la victoire (3-0) de la Turquie face aux Pays-Bas.
- La République tchèque et l'Islande se qualifient pour l'Euro 2016 de football à la suite de leur victoire et match nul (1-2) et (0-0) en Lettonie et face au Kazakhstan, le 6 septembre 2015.
- Les Pays-Bas sont éliminés depuis le 13 octobre 2015 à la suite de leur défaite face à la République tchèque conjuguée à la victoire (1-0) de la Turquie face à l'Islande, leur adversaire termine premier du groupe.
- La Turquie termine meilleur troisième des éliminatoires et se qualifie pour l'Euro 2016 à la suite de sa victoire (1-0) face à l'Islande, leur adversaire termine deuxième du groupe, le 13 octobre 2015.

## Résultats et calendrier
| 1re journée                | Kazakhstan | 0 – 0   | Lettonie | Astana Arena, Astana                           |                                                |
| 9 septembre 2014 18h00 HEC |            | (0 - 0) |          | Spectateurs : 10 200 Arbitrage : Ivan Kružliak | Spectateurs : 10 200 Arbitrage : Ivan Kružliak |
| 9 septembre 2014 18h00 HEC | Rapport    |         |          | Spectateurs : 10 200 Arbitrage : Ivan Kružliak | Spectateurs : 10 200 Arbitrage : Ivan Kružliak |

|           | Tchéquie                 | 2 – 1   | Pays-Bas    | Stadion Letná, Prague                            |                                                  |
| 20h45 HEC | Dočkal 22e · Pilař 90+1e | (1 - 0) | 55e de Vrij | Spectateurs : 17 946 Arbitrage : Gianluca Rocchi | Spectateurs : 17 946 Arbitrage : Gianluca Rocchi |
| 20h45 HEC | Rapport                  |         |             | Spectateurs : 17 946 Arbitrage : Gianluca Rocchi | Spectateurs : 17 946 Arbitrage : Gianluca Rocchi |

|           | Islande                                          | 3 – 0   | Turquie | Laugardalsvöllur, Reykjavik                |                                            |
| 20h45 HEC | Böðvarsson 19e · Sigurðsson 76e · Sigþórsson 77e | (1 - 0) |         | Spectateurs : 8 811 Arbitrage : Ivan Bebek | Spectateurs : 8 811 Arbitrage : Ivan Bebek |
| 20h45 HEC | Rapport                                          |         |         | Spectateurs : 8 811 Arbitrage : Ivan Bebek | Spectateurs : 8 811 Arbitrage : Ivan Bebek |

| 2e journée                | Lettonie | 0 – 3   | Islande                                        | Skonto stadions, Riga                                |                                                      |
| 10 octobre 2014 20h45 HEC |          | (0 - 0) | 66e Sigurðsson · 77e Gunnarsson · 90e Gíslason | Spectateurs : 6 354 Arbitrage : Robert Schörgenhofer | Spectateurs : 6 354 Arbitrage : Robert Schörgenhofer |
| 10 octobre 2014 20h45 HEC | Rapport  |         |                                                | Spectateurs : 6 354 Arbitrage : Robert Schörgenhofer | Spectateurs : 6 354 Arbitrage : Robert Schörgenhofer |

|           | Pays-Bas                                            | 3 – 1   | Kazakhstan    | Amsterdam Arena, Amsterdam                 |                                            |
| 20h45 HEC | Huntelaar 62e · Afellay 82e · van Persie 89e (pen.) | (0 - 1) | 17e Abdoûline | Spectateurs : 47 500 Arbitrage : Matej Jug | Spectateurs : 47 500 Arbitrage : Matej Jug |
| 20h45 HEC | Rapport                                             |         |               | Spectateurs : 47 500 Arbitrage : Matej Jug | Spectateurs : 47 500 Arbitrage : Matej Jug |

|           | Turquie  | 1 – 2   | Tchéquie               | Stade Şükrü Saracoğlu, Istanbul                 |                                                 |
| 20h45 HEC | Bulut 8e | (1 - 1) | 15e Sivok · 58e Dočkal | Spectateurs : 24 007 Arbitrage : Jonas Eriksson | Spectateurs : 24 007 Arbitrage : Jonas Eriksson |
| 20h45 HEC | Rapport  |         |                        | Spectateurs : 24 007 Arbitrage : Jonas Eriksson | Spectateurs : 24 007 Arbitrage : Jonas Eriksson |

| 3e journée                | Kazakhstan           | 2 – 4   | Tchéquie                                         | Astana Arena, Astana                                |                                                     |
| 13 octobre 2014 18h00 HEC | Logvinenko 84e 90+1e | (0 - 2) | 13e Dočkal · 44e Lafata · 56e Krejčí · 88e Necid | Spectateurs : 13 752 Arbitrage : Mattias Gestranius | Spectateurs : 13 752 Arbitrage : Mattias Gestranius |
| 13 octobre 2014 18h00 HEC | Rapport              |         |                                                  | Spectateurs : 13 752 Arbitrage : Mattias Gestranius | Spectateurs : 13 752 Arbitrage : Mattias Gestranius |

|           | Islande                   | 2 – 0   | Pays-Bas | Laugardalsvöllur, Reykjavik                             |                                                         |
| 20h45 HEC | Sigurðsson 10e (pen.) 42e | (2 - 0) |          | Spectateurs : 9 760 Arbitrage : Carlos Velasco Carballo | Spectateurs : 9 760 Arbitrage : Carlos Velasco Carballo |
| 20h45 HEC | Rapport                   |         |          | Spectateurs : 9 760 Arbitrage : Carlos Velasco Carballo | Spectateurs : 9 760 Arbitrage : Carlos Velasco Carballo |

|           | Lettonie          | 1 – 1   | Turquie  | Skonto stadions, Riga                        |                                              |
| 20h45 HEC | Šabala 54e (pen.) | (0 - 0) | 47e Kisa | Spectateurs : 6 442 Arbitrage : Bobby Madden | Spectateurs : 6 442 Arbitrage : Bobby Madden |
| 20h45 HEC | Rapport           |         |          | Spectateurs : 6 442 Arbitrage : Bobby Madden | Spectateurs : 6 442 Arbitrage : Bobby Madden |

| 4e journée                 | Pays-Bas                                                       | 6 – 0   | Lettonie | Amsterdam Arena, Amsterdam                   |                                              |
| 16 novembre 2014 18h00 HEC | Van Persie 6e · Robben 35e 82e · Huntelaar 42e 89e · Bruma 78e | (3 - 0) |          | Spectateurs : 47 500 Arbitrage : Liran Liany | Spectateurs : 47 500 Arbitrage : Liran Liany |
| 16 novembre 2014 18h00 HEC | Rapport                                                        |         |          | Spectateurs : 47 500 Arbitrage : Liran Liany | Spectateurs : 47 500 Arbitrage : Liran Liany |

|           | Tchéquie                                | 2 – 1   | Islande       | Doosan Arena, Plzeň                             |                                                 |
| 20h45 HEC | Kadeřábek 45+1e · Halldórsson 61e (csc) | (1 - 1) | 9e Sigurðsson | Spectateurs : 11 533 Arbitrage : Wolfgang Stark | Spectateurs : 11 533 Arbitrage : Wolfgang Stark |
| 20h45 HEC | Rapport                                 |         |               | Spectateurs : 11 533 Arbitrage : Wolfgang Stark | Spectateurs : 11 533 Arbitrage : Wolfgang Stark |

|           | Turquie                          | 3 – 1   | Kazakhstan        | Türk Telekom Arena, Istanbul                   |                                                |
| 20h45 HEC | Yılmaz 26e (pen.) 29e · Aziz 83e | (2 - 0) | 87e (pen.) Smaqov | Spectateurs : 27 549 Arbitrage : Aleksei Eskov | Spectateurs : 27 549 Arbitrage : Aleksei Eskov |
| 20h45 HEC | Rapport                          |         |                   | Spectateurs : 27 549 Arbitrage : Aleksei Eskov | Spectateurs : 27 549 Arbitrage : Aleksei Eskov |

| 5e journée             | Kazakhstan | 0 – 3   | Islande                              | Astana Arena, Astana                                |                                                     |
| 28 mars 2015 16h00 HEC |            | (0 - 2) | 20e Guðjohnsen · 32e 90+1e Bjarnason | Spectateurs : 13 182 Arbitrage : Tasos Sidiropoulos | Spectateurs : 13 182 Arbitrage : Tasos Sidiropoulos |
| 28 mars 2015 16h00 HEC | Rapport    |         |                                      | Spectateurs : 13 182 Arbitrage : Tasos Sidiropoulos | Spectateurs : 13 182 Arbitrage : Tasos Sidiropoulos |

|           | Tchéquie  | 1 – 1   | Lettonie      | Eden Aréna, Prague                              |                                                 |
| 18h00 HEC | Pilar 90e | (0 - 1) | 30e Višņakovs | Spectateurs : 13 722 Arbitrage : Javier Estrada | Spectateurs : 13 722 Arbitrage : Javier Estrada |
| 18h00 HEC | Rapport   |         |               | Spectateurs : 13 722 Arbitrage : Javier Estrada | Spectateurs : 13 722 Arbitrage : Javier Estrada |

|           | Pays-Bas        | 1 – 1   | Turquie    | Amsterdam Arena, Amsterdam                   |                                              |
| 20h45 HEC | Huntelaar 90+2e | (0 - 1) | 37e Yılmaz | Spectateurs : 49 500 Arbitrage : Felix Brych | Spectateurs : 49 500 Arbitrage : Felix Brych |
| 20h45 HEC | Rapport         |         |            | Spectateurs : 49 500 Arbitrage : Felix Brych | Spectateurs : 49 500 Arbitrage : Felix Brych |

| 6e journée             | Kazakhstan | 0 – 1   | Turquie   | Almaty Ortalyk Stadion, Almaty                  |                                                 |
| 12 juin 2015 18h00 HEC |            | (0 - 0) | 83e Turan | Spectateurs : 25 125 Arbitrage : Michael Oliver | Spectateurs : 25 125 Arbitrage : Michael Oliver |
| 12 juin 2015 18h00 HEC | Rapport    |         |           | Spectateurs : 25 125 Arbitrage : Michael Oliver | Spectateurs : 25 125 Arbitrage : Michael Oliver |

|           | Islande                          | 2 – 1   | Tchéquie   | Laugardalsvöllur, Reykjavik                    |                                                |
| 20h45 HEC | Gunnarsson 60e · Sigthórsson 76e | (0 - 0) | 55e Dočkal | Spectateurs : 9 767 Arbitrage : William Collum | Spectateurs : 9 767 Arbitrage : William Collum |
| 20h45 HEC | Rapport                          |         |            | Spectateurs : 9 767 Arbitrage : William Collum | Spectateurs : 9 767 Arbitrage : William Collum |

|           | Lettonie | 0 – 2   | Pays-Bas                     | Skonto stadions, Riga                             |                                                   |
| 20h45 HEC |          | (0 - 0) | 67e Wijnaldum · 71e Narsingh | Spectateurs : 8 067 Arbitrage : Svein Oddvar Moen | Spectateurs : 8 067 Arbitrage : Svein Oddvar Moen |
| 20h45 HEC | Rapport  |         |                              | Spectateurs : 8 067 Arbitrage : Svein Oddvar Moen | Spectateurs : 8 067 Arbitrage : Svein Oddvar Moen |

| 7e journée                 | Tchéquie       | 2 – 1   | Kazakhstan     | Doosan Arena, Plzeň                                   |                                                       |
| 3 septembre 2015 20h45 HEC | Škoda 74e (86) | (0 - 1) | 21e Logvinenko | Spectateurs : 10 572 Arbitrage : Martin Strömbergsson | Spectateurs : 10 572 Arbitrage : Martin Strömbergsson |
| 3 septembre 2015 20h45 HEC | Rapport        |         |                | Spectateurs : 10 572 Arbitrage : Martin Strömbergsson | Spectateurs : 10 572 Arbitrage : Martin Strömbergsson |

|           | Pays-Bas | 0 – 1   | Islande               | Amsterdam ArenA, Amsterdam                     |                                                |
| 20h45 HEC |          | (0 - 0) | 51e (pen.) Sigurdsson | Spectateurs : 50 275 Arbitrage : Milorad Mažić | Spectateurs : 50 275 Arbitrage : Milorad Mažić |
| 20h45 HEC | Rapport  |         |                       | Spectateurs : 50 275 Arbitrage : Milorad Mažić | Spectateurs : 50 275 Arbitrage : Milorad Mažić |

|           | Turquie  | 1 – 1   | Lettonie     | Torku Arena, Konya                                  |                                                     |
| 20h45 HEC | İnan 77e | (0 - 0) | 90+1e Šabala | Spectateurs : 35 900 Arbitrage : Stefan Johannesson | Spectateurs : 35 900 Arbitrage : Stefan Johannesson |
| 20h45 HEC | Rapport  |         |              | Spectateurs : 35 900 Arbitrage : Stefan Johannesson | Spectateurs : 35 900 Arbitrage : Stefan Johannesson |

| 8e journée                 | Lettonie    | 1 – 2   | Tchéquie                   | Skonto stadions, Riga                         |                                               |
| 6 septembre 2015 18h00 HEC | Zjuzins 73e | (0 - 2) | 13e Limberský · 25e Darida | Spectateurs : 7 913 Arbitrage : Deniz Aytekin | Spectateurs : 7 913 Arbitrage : Deniz Aytekin |
| 6 septembre 2015 18h00 HEC | Rapport     |         |                            | Spectateurs : 7 913 Arbitrage : Deniz Aytekin | Spectateurs : 7 913 Arbitrage : Deniz Aytekin |

|           | Turquie                             | 3 – 0   | Pays-Bas | Torku Arena, Konya                                   |                                                      |
| 18h00 HEC | Özyakup 8e · Turan 26e · Yılmaz 86e | (2 - 0) |          | Spectateurs : 41 007 Arbitrage : Antonio Mateu Lahoz | Spectateurs : 41 007 Arbitrage : Antonio Mateu Lahoz |
| 18h00 HEC | Rapport                             |         |          | Spectateurs : 41 007 Arbitrage : Antonio Mateu Lahoz | Spectateurs : 41 007 Arbitrage : Antonio Mateu Lahoz |

|           | Islande | 0 – 0   | Kazakhstan | Laugardalsvöllur, Reykjavik                       |                                                   |
| 20h45 HEC |         | (0 - 0) |            | Spectateurs : 9 767 Arbitrage : Yevhen Aranovskiy | Spectateurs : 9 767 Arbitrage : Yevhen Aranovskiy |
| 20h45 HEC | Rapport |         |            | Spectateurs : 9 767 Arbitrage : Yevhen Aranovskiy | Spectateurs : 9 767 Arbitrage : Yevhen Aranovskiy |

| 9e journée                | Islande                         | 2 – 2   | Lettonie               | Laugardalsvöllur, Reykjavik                   |                                               |
| 10 octobre 2015 18h00 HEC | Sigthórsson 5e · Sigurdsson 27e | (2 - 0) | 49e Cauņa · 68e Šabala | Spectateurs : 9 767 Arbitrage : Aleksei Eskov | Spectateurs : 9 767 Arbitrage : Aleksei Eskov |
| 10 octobre 2015 18h00 HEC | Rapport                         |         |                        | Spectateurs : 9 767 Arbitrage : Aleksei Eskov | Spectateurs : 9 767 Arbitrage : Aleksei Eskov |

|           | Kazakhstan  | 1 – 2   | Pays-Bas                     | Astana Arena, Astana                            |                                                 |
| 18h00 HEC | Qoûat 90+6e | (0 - 1) | 33e Wijnaldum · 50e Sneijder | Spectateurs : 20 716 Arbitrage : Clément Turpin | Spectateurs : 20 716 Arbitrage : Clément Turpin |
| 18h00 HEC | Rapport     |         |                              | Spectateurs : 20 716 Arbitrage : Clément Turpin | Spectateurs : 20 716 Arbitrage : Clément Turpin |

|           | Tchéquie | 0 – 2   | Turquie                          | Generali Arena, Prague                           |                                                  |
| 20h45 HEC |          | (0 - 0) | 62e (pen.) İnan · 80e Çalhanoğlu | Spectateurs : 17 190 Arbitrage : Martin Atkinson | Spectateurs : 17 190 Arbitrage : Martin Atkinson |
| 20h45 HEC | Rapport  |         |                                  | Spectateurs : 17 190 Arbitrage : Martin Atkinson | Spectateurs : 17 190 Arbitrage : Martin Atkinson |

| 10e journée               | Lettonie | 0 – 1   | Kazakhstan | Skonto stadions, Riga                         |                                               |
| 13 octobre 2015 20h45 HEC |          | (0 - 0) | 65e Qoûat  | Spectateurs : 7 027 Arbitrage : Steven McLean | Spectateurs : 7 027 Arbitrage : Steven McLean |
| 13 octobre 2015 20h45 HEC | Rapport  |         |            | Spectateurs : 7 027 Arbitrage : Steven McLean | Spectateurs : 7 027 Arbitrage : Steven McLean |

|           | Pays-Bas                       | 2 – 3   | Tchéquie                                         | Amsterdam ArenA, Amsterdam                     |                                                |
| 20h45 HEC | Huntelaar 70e · van Persie 83e | (0 - 2) | 24e Kadeřábek · 35e Šural · 66e (csc) van Persie | Spectateurs : 48 000 Arbitrage : Damir Skomina | Spectateurs : 48 000 Arbitrage : Damir Skomina |
| 20h45 HEC | Rapport                        |         |                                                  | Spectateurs : 48 000 Arbitrage : Damir Skomina | Spectateurs : 48 000 Arbitrage : Damir Skomina |

|           | Turquie  | 1 – 0   | Islande | Torku Arena, Konya                               |                                                  |
| 20h45 HEC | İnan 89e | (0 - 0) |         | Spectateurs : 39 404 Arbitrage : Gianluca Rocchi | Spectateurs : 39 404 Arbitrage : Gianluca Rocchi |
| 20h45 HEC | Rapport  |         |         | Spectateurs : 39 404 Arbitrage : Gianluca Rocchi | Spectateurs : 39 404 Arbitrage : Gianluca Rocchi |

## Buteurs
| Pos | Joueur                 | Pays       | Buts |
| --- | ---------------------- | ---------- | ---- |
| 1   | Gylfi Sigurðsson       | Islande    | 5    |
| 2   | Klaas-Jan Huntelaar    | Pays-Bas   | 4    |
| 2   | Bořek Dočkal           | Tchéquie   | 4    |
| 2   | Burak Yılmaz           | Turquie    | 4    |
| 5   | Iouri Logvinenko       | Kazakhstan | 3    |
| 6   | Birkir Bjarnason       | Islande    | 2    |
| 6   | Aron Gunnarsson        | Islande    | 2    |
| 6   | Ragnar Sigurðsson      | Islande    | 2    |
| 6   | Valērijs Šabala        | Lettonie   | 2    |
| 6   | Robin van Persie       | Pays-Bas   | 2    |
| 6   | Arjen Robben           | Pays-Bas   | 2    |
| 6   | Václav Pilař           | Tchéquie   | 2    |
| 6   | Milan Škoda            | Tchéquie   | 2    |
| 6   | Arda Turan             | Turquie    | 2    |
| 15  | Jón Daði Böðvarsson    | Islande    | 1    |
| 15  | Rúrik Gíslason         | Islande    | 1    |
| 15  | Eidur Smári Guðjohnsen | Islande    | 1    |
| 15  | Kolbeinn Sigþórsson    | Islande    | 1    |
| 15  | Renat Abdoûline        | Kazakhstan | 1    |
| 15  | Samat Smaqov           | Kazakhstan | 1    |
| 15  | Aleksejs Višņakovs     | Lettonie   | 1    |
| 15  | Artūrs Zjuzins         | Lettonie   | 1    |
| 15  | Ibrahim Afellay        | Pays-Bas   | 1    |
| 15  | Jeffrey Bruma          | Pays-Bas   | 1    |
| 15  | Luciano Narsingh       | Pays-Bas   | 1    |
| 15  | Stefan de Vrij         | Pays-Bas   | 1    |
| 15  | Georginio Wijnaldum    | Pays-Bas   | 1    |
| 15  | Vladimír Darida        | Tchéquie   | 1    |
| 15  | Pavel Kadeřábek        | Tchéquie   | 1    |
| 15  | Ladislav Krejčí        | Tchéquie   | 1    |
| 15  | David Lafata           | Tchéquie   | 1    |
| 15  | David Limberský        | Tchéquie   | 1    |
| 15  | Tomáš Necid            | Tchéquie   | 1    |
| 15  | Tomáš Sivok            | Tchéquie   | 1    |
| 15  | Serdar Aziz            | Turquie    | 1    |
| 15  | Umut Bulut             | Turquie    | 1    |
| 15  | Selçuk İnan            | Turquie    | 1    |
| 15  | Bilal Kısa             | Turquie    | 1    |
| 15  | Oğuzhan Özyakup        | Turquie    | 1    |

### Buts contre son camp
| Joueur                 | Pays                    | Buts csc |
| ---------------------- | ----------------------- | -------- |
| Hannes Þór Halldórsson | Islande (pour Tchéquie) | 1        |

## Passeurs
| Pos | Joueur               | Pays     | Passes |
| --- | -------------------- | -------- | ------ |
| 1   | Gylfi Sigurdsson     | Islande  | 2      |
| 1   | Ibrahim Afellay      | Pays-Bas | 2      |
| 1   | Robin van Persie     | Pays-Bas | 2      |
| 1   | Pavel Kadeřábek      | Tchéquie | 2      |
| 5   | Birkir Bjarnason     | Islande  | 1      |
| 5   | Aron Gunnarsson      | Islande  | 1      |
| 5   | Kolbeinn Sigthórsson | Islande  | 1      |
| 5   | Arjen Robben         | Pays-Bas | 1      |
| 5   | Georginio Wijnaldum  | Pays-Bas | 1      |
| 5   | Ladislav Krejčí      | Tchéquie | 1      |
| 5   | Tomáš Necid          | Tchéquie | 1      |
| 5   | David Lafata         | Tchéquie | 1      |
| 5   | Burak Yılmaz         | Turquie  | 1      |